# Сталий дизайн
Сталий дизайн (синоніми: енвіронментальний дизайн, екологічно стійкий дизайн, екологічно свідомий дизайн тощо) це філософія проектування, створення (дизайнування) фізичних об'єктів, штучного середовища існування, а також послуг у відповідності з принципами соціальної, економічної та екологічної сталості довкілля.

## Теорія
Мета стійкого дизайну — «повністю усунути негативний екологічний вплив завдяки майстерному, чуйному дизайну». Втілення в життя сталого дизайну, вимагає використання відновлюваних ресурсів, мінімального впливу на навколишнє середовище і єднання людей з природним середовищем, що їх оточує.
Видатний, відмінний дизайн є сталим дизайном. Замість того, щоби розглядати «зелену» архітектуру тільки як зовнішні ефекти, архітектори повинні думати про неї, як про набір принципів для видатного дизайну. Це включає кращий досвід та більший затишок для користувача, роблячи більше з меншими витратами, щоби будинок зміг легко досягти піку своєї виразності, а також збільшуючи ефекти від надійних, якісних матеріалів. Замість добре знайомого едикту «форма наслідує функцію» (форма залежить від функції), час почати думати у світлі «форма наслідує довкілля».
Окрім «усунення негативного впливу на навколишнє середовище», стійкий дизайн повинен створювати проекти, що є значущими інноваціями, здатними змінити поведінку (перемикнути, змістити її напрямок). Динамічний баланс між економікою та суспільством, що призначений створити довготермінові стосунки між користувачем та об'єктом/послугою, врешті-решт повинен бути шанобливим також з огляду на екологічні та соціальні відмінності.

### Концептуальні проблеми

#### Спаднавіддача(зниження граничного доходу)
Принцип, за яким рухаються усі напрямки прогресу, закінчується спадною віддачею. Згідно обговоренням в інженерній екології і
оцінці життєвого циклу, він наочно відбивається у типовій кривій (у вигляді 'S')
технологічного життєвого циклу товару і в термінах корисного використання будь-якої системи. Спадна віддача, є наслідком досягнення природних меж. Загальна практика управління бізнесом — це потреба читати спадисту віддачу в будь-якому напрямку зусиль, як показник зменшення можливостей, потенційне прискорення спаду та сигнал до пошуків нових можливостей в інших місцях.[джерело?] (Див. також Закони спадної віддачі, Гранична корисність та Парадокс Джевонса)

#### Нестійкі інвестиції
Проблема з'являється, коли важко побачити межі ресурсу. Тому зростання інвестицій у відповідь на спадну віддачу, може здатися вигідним, як у Трагедії общин, проте може призвести до колапсу. Ця проблема збільшення обсягу інвестицій на тлі зменшення ресурсів також була, серед іншого, вивчена Джозефом Тейнером стосовно до причин колапсу цивілізацій. Ця природна помилка в інвестиційній політиці сприяла краху, серед іншого, цивілізацій як римської, так і Мая. Полегшення для перенавантажених ресурсів, вимагає зниження тиску на них, а не постійного його збільшення, не зважаючи на те, чи росте ефективність, чи ні.

#### Запобігання утвореннювідходів
Негативний вплив відходів
Для прикладу, одна лише Велика Британія, щорічно утворює близько 80 мільйонів тон сміття. Стосовно тільки побутових відходів, у проміжку часу між 1991/92 та 2007/08 роками, кожна людина в Англії продукувала, у середньому 1,35 фунтів (близько 0,6 кг) сміття.
Сьогодні досвід показав нам, що не існує цілком безпечного методу утилізації відходів. Всі форми утилізації чинять негативний вплив на навколишнє середовище, здоров'я населення та місцеву економіку. Полігони ТПВ (твердих побутових відходів), забруднюють питну воду. Сміття, що спалювалось, спричинило отруєння повітря, ґрунтів та води. Більшість водоочисних споруд, спричинили зміни місцевої екології. Спроби контролю або управління відходами після виробництва, не змогли усунути вплив на навколишнє середовище.
Токсичні компоненти ТПВ, є причиною серйозних ризиків для здоров'я та посилюють проблему сміття. У США, близько 8 фунтів (3,6 кг) з кожної тонни побутових відходів, містять такі токсичні речовини як важкі метали (нікель, свинець, кадмій, ртуть з батарейок), органічні сполуки пестицидів і споживчих товарів (спреї-освіжувачі повітря, лак для нігтів, чистильні засоби та ін..) Спалювання або закопування, токсичних речовин, також стають серйозною загрозою для здоров'я населення та довкілля.
Єдиний шлях уникнути екологічних збитків від відходів — це запобігання їх утворенню. Запобігання забрудненню навколишнього середовища, означає зміну способу діяльності та усунення джерела проблеми. Це не значить «діяти без сміття», але це вказує на те, як «діяти по-іншому». Наприклад, запобігання забрудненню, що виникає від викидання одноразових пляшок для напоїв, не означає  відмову від напоїв. Це просто вказує на можливість використання багаторазових пляшок.
Стратегії запобігання утворенню відходів Під час планування об'єктів інфраструктури, для запобігання утворенню твердих відходів, потрібна ретельна та комплексна стратегія проектування. Добра стратегія профілактики утворення відходів, потребувала-б, щоби все, що потрапляє до об'єкту, було перероблено або використане повторно, чи повернуте назад до навколишнього середовища через біодеградацію. Це означало б більший розрахунок на природні матеріали, або продукти, що сумісні з довкіллям. Будь-яке ресурсно-залежне будівництво, буде мати 2 базових джерела твердих відходів: матеріали, залучені та використані самим об'єктом, та матеріали, що їх принесли до об'єкта відвідувачі. Наступні стратегії запобігання створенню відходів застосовуються до обох джерел. Хоча для реалізації стратегій будуть необхідні різні підходи:
- використання продуктів, які зводять до мінімуму створення відходів, а також не токсичні
- компостування або використання відходів, що анаеробно розкладаються через біодеградацію
- повторне використання матеріалів на місці, або збирання їх для вторинної переробки за межами об'єкта.

### Принципи сталого дизайну

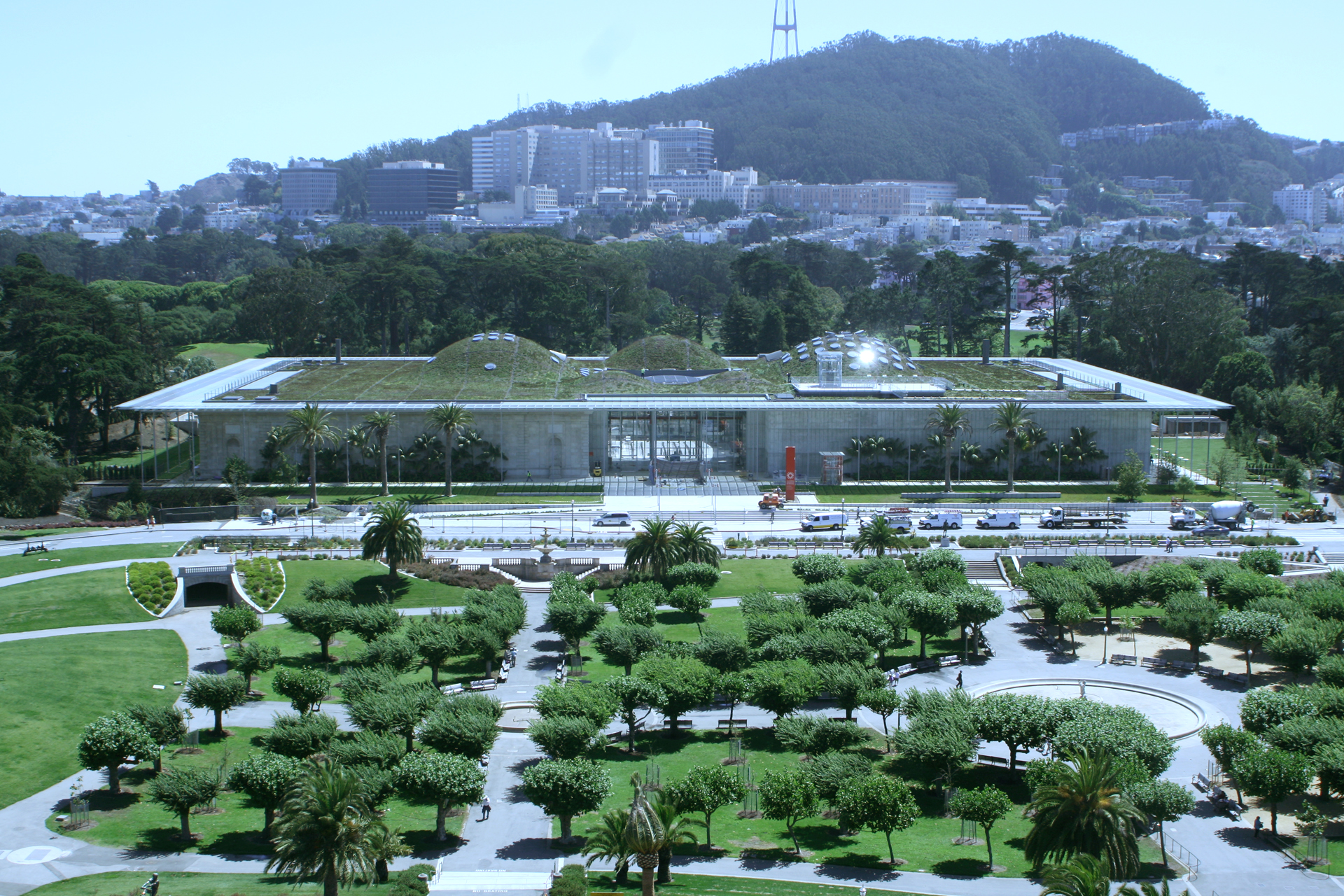
Каліфорнійська академія наук, Сан-Франциско, Каліфорнія, знаходиться у екологічній будівлі, що спроектована Ренцо Піано. Відкрита 27 вересня, 2008

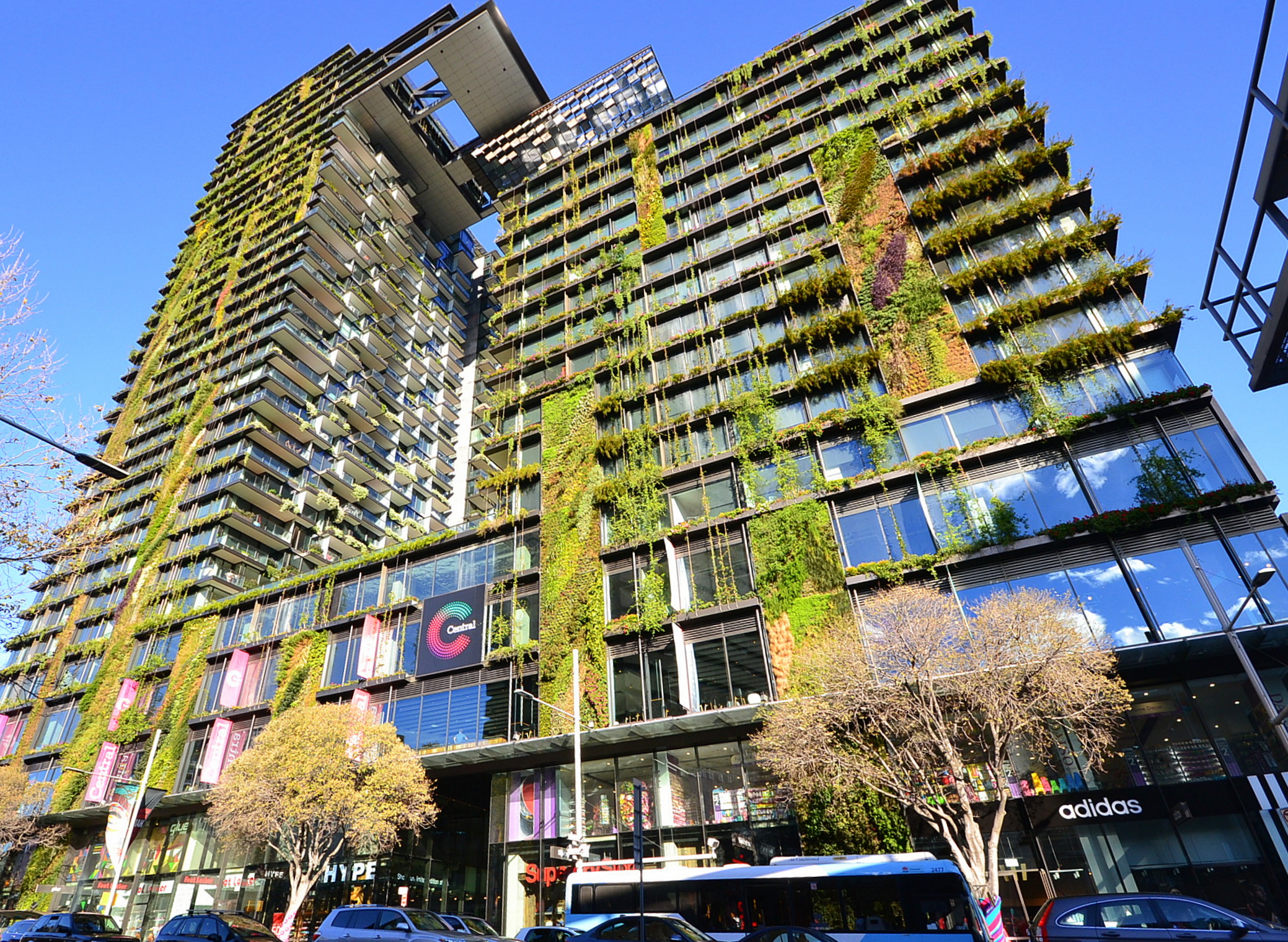
Вертикальні сади,One Central Park, Сідней

У той час, як в залежності від галузі дизайну, практичне застосування міняється, є й деякі загальні принципи:
- Матеріали з низьким впливом на природу: обирати матеріали не токсичні, вироблені за екологічними технологіями або з перероблених матеріалів, і які потребують менше енергії на процес виробництва
- Енергоефективність: використовувати технології та процеси виробництва продуктів, які вимагають витрачання менших обсягів енергії

- Емоційно витривалий дизайн: скорочення, завдяки дизайну, споживання та витрачання ресурсів за рахунок збільшення надійності взаємовідносин між людьми та продуктами
- Дизайн для повторного використання та утилізації: «Продукти, процеси та системи бажано розробляти так, щоби вони діяли й у комерційному „житті після смерті“».[10]
- Все частіше стають потрібними і доступними виміри критеріїв впливу дизайну[en] в рамках вуглецевого сліду і оцінки життєвого циклу для будь-якого використовуваного ресурсу.[11] Багато які з них є складними, але деякі дають швидкі і точні загально-планетарні оцінки впливів. Один з критеріїв оцінює будь-які витрати як споживання середньостатистичної економічної частки глобального споживання енергії 8000 BTU (8400 кДж) на 1 долар і середнього виробництва вуглекислого газу 0,57 кг CO2 на 1 долар (з розрахунку вартості $1 США 1995 р.) за даними DOE.[12]
- Також стають все більш доступними стандарти сталого дизайну[en] та інструкції проектної розробки, які активно розробляються широким спектром приватних організацій та приватних осіб. Існує також велика кількість нових методів, що виникли зі стрімкого розвитку того, що згодом стало відомо як «наука про сталість довкілля», яка просувається багатьма освітніми та урядовими установами.
- Біомімікрія: реконструкція (перебудова) промислових систем за зразком біологічних структур… робить можливим постійне повторне використання матеріалів в безперервних замкнених циклах…».[13]
- Заміщення послуг: це перемикання способу споживання. Від приватного володіння продуктами — на режим забезпечення послугами, які ці продукти надають (або які є аналогічні продукту). Наприклад, перемикання від особистого авто на послугу BlaBlaCar. Така система сприяє мінімальному використанню ресурсів на одиницю споживання (наприклад, на одну поїздку).[14]
- Відновлюваність: бажано, щоби матеріали, які поставляються, вироблялись неподалік (локально або біорегіонально) з екологічно керованих поновлюваних джерел, і які можна компостувати, коли їх корисність буде вичерпано.
- Надійний в експлуатації еко-дизайн: принципи надійного дизайну застосовуються до дизайну джерел забруднення.[15]
- Конструкційний закон[en] — це фізичні принципи,[16] які пояснюють потребу мати екологічність у будь-чому, а також потребу в еволюційному дизайні в цілому.

#### Білль про правапланети
Модель нових принципів дизайну, що необхідні для сталого розвитку, проілюстрована у «Біллі про права планети» або «Ганноверських принципах», що були сформульовані Вільямом Макдонахом та Майклом Браунгартом для ЕКСПО-2000, яка проходила в Ганновері, Німеччина.
Білль про права планети:
1. Наполягати на праві людства і природи співіснувати в здорових, сприятливих, різноманітних та сталих умовах.
2. Визнати взаємозалежність. Елементи антропогенного дизайну взаємодіють зі світом природи, та залежать від нього, з широким спектром різноманітних наслідків на кожному з рівнів. Розширити конструктивні рішення до визнання навіть, віддалених ефектів.
3. Поважати стосунки між духом і матерією. Брати до уваги всі аспекти людських поселень, разом з громадами, житлом, індустрією та торгівлею з погляду зв'язків, що існують і розвиваються між духовним і матеріальним усвідомленням.
4. Брати на себе відповідальність за наслідки проектних рішень з урахуванням добробуту людини, життєздатності природних систем і їх прав на співіснування.
5. Створювати безпечні об'єкти, які мають довготермінову цінність. Не обтяжувати майбутні покоління, вимогами технічного обслуговування або пильного нагляду за можливою небезпекою через недбало створені продукти, процеси або стандарти.
6. Усунути поняття відходів. Оцінити і оптимізувати повний життєвий цикл продуктів та процесів, щоби досягти такого стану природних систем, в якому немає ніяких відходів.
7. Покладатись на природні джерела енергії. Антропогенні конструкції мусять, як і у світі живої природи, отримувати творчу енергію від нескінченного надходження сонячної енергії.
8. Розуміти обмеження дизайну. Жоден людський витвір не може існувати вічно, і дизайн не вирішує всіх проблем. Тим, хто займається створенням та плануванням, бажано практикувати смиренність перед лицем природи. Ставитись до природи як до моделі та наставника, а не як до незручної перешкоди, якої потрібно або уникнути, або контролювати.
9. Шукати постійного поліпшення шляхом обміну знаннями. Заохочувати пряме і відкрите спілкування між колегами, меценатами, виробниками і користувачами, щоби пов'язати між собою довгострокові сталі міркування та етичну відповідальність, а також щоб відновити неподільний зв'язок між природними процесами та діяльністю людини.

Ці принципи було прийнято Світовим конгресом Міжнародної спілки архітекторів (МСА) у червні 1993 р. в Американському інституті архітекторів (АІА) у Чикаго. Крім того, АІА та МСА підписали «Декларацію про взаємозалежність в інтересах сталого майбутнього». У висновках, декларація заявляє, що сьогочасне суспільство руйнує власне навколишнє середовище. І що АІА та МСА, та їх члени мають намір:
- Перенесення екологічної і соціальної сталості в основу практики та професійних обов'язків.
- Розробки і постійного вдосконалення практики, процедур, продуктів, послуг і стандартів у галузі сталого дизайну.
- Освіти для будівельної індустрії, клієнтів і широкої громадськості щодо важливості сталого дизайну.
- Роботи над змінами у політиці, правилах і стандартах в уряді та бізнесі таким чином, щоби сталий дизайн перетворився на повністю підтримувану та постійну практику.
- Приведення наявного антропогенного середовища до сталих стандартів проектування.

На додаток до цього, Міжпрофесійна Рада з Екологічного дизайну (МРЕД), коаліція архітектури, садово-паркової архітектури і інженерних організацій, розробили заяву-бачення у спробі сприяння командному підходу до сталого дизайну. МРЕД вказує наступне: «Етика, освіта та практика наших професій будуть спрямовані на формування стійкого майбутнього… Для досягнення цієї мети ми приєднуємося… в ролі міждисциплінарного партнерства».
Такі заходи є свідченням того, що концепція сталого дизайну підтримується на глобальному та міждисциплінарному рівні, і що остаточна, найбільша мета полягає в тому, щоби стати більш чуйними до навколишнього середовища. Світ потребує об'єктів, які є більш енергоефективними, і котрі сприяють збереженню і переробці природних та економічних ресурсів.

## Застосування
Застосування цього філософського напряму можливе від мікрокосму (дрібні предмети повсякденного використання) аж до макрокосму (будівлі, міста і фізична поверхня Землі). Це філософія, що її можна застосувати в області архітектури, ландшафтної архітектури, містобудівного проектування, містобудування, інженерії, в графічному дизайні, промисловому дизайні, дизайні інтер’єру, дизайні одягу, та у відносинах людина-комп'ютер.
Сталий дизайн — це здебільшого загальна реакція на глобальні екологічні кризи, на швидке зростання економічної активності і людського населення, виснаження природних ресурсів, порушення екосистем, а також втрати біорізноманіття. 2013 року, письменниця та еко-архітектор Бріджит Мейнхольд у своїй книзі «Термінова архітектура: 40 екологічних житлових рішень для мінливого світу» зробила дослідження невідкладних та довготермінових сталих житлових проектів, які були розроблені у відповідь на вищевказані кризи. Найцікавіші та найвідоміші з таких проектів зосереджено на зеленому будівництві, сталому дизайні, екологічно-дружніх матеріалах, доступності, повторному використанні матеріалів та гуманітарних питаннях. Методи будування та матеріали містять: перепрофільовані транспортні контейнери, будинки з солом’яних блоків, будинки з мішків із піском та плавальні будинки.
Межі можливостей сталого дизайну звужуються. Починають братись до уваги усі впливи на землю, оскільки зростання у сфері виробництва товарів та послуг, постійно випереджає зростання ефективності. У підсумку, чистий ефект сталого дизайну на сьогоднішній день — це просто виправлення стрімко зростальних впливів. Представлений підхід, який спирається на ефективність доставки окремих товарів та послуг, не вирішує проблему. Основні дилеми в такому випадку це: зростання складності збільшення ефективності; складність впровадження нових технологій в суспільствах, побудованих на основі старих технологій; фізичні ефекти постачання товарів та послуг не локалізовані, а розподілені всією економікою; масштаби використання ресурсів не стабілізуються, а зростають.

## Приклади

### Краса та сталий дизайн
Через те, що стандарти сталого дизайну підкреслюють скоріше етику, ніж естетику, деякі дизайнери і критики скаржилися, що їм не вистачає натхнення. Френк Гері, лауреат Прітцкерівської премії з архітектури, назвав зелене будівництво «фальшивкою», а переможець Національної премії з дизайну Пітер Айзенман відкинув його як таке, що «не має нічого спільного з архітектурою». У 2009 році журнал The American Prospect запитав, чи взагалі не є оксимороном словосполучення «добре спроектована зелена архітектура».
Інші стверджують, що подібна критика сталого дизайну помилкова. Провідним прихильником цієї точки зору, є архітектор Ленс Хосей, чия книга «Форма зеленого: естетика, екологія і дизайн» (2012) була першою, серед присвячених взаємозв'язку між екологічністю та красою. Хосей стверджує не тільки те, що екологічний дизайн потребує естетичної привабливості щоби бути успішним. Але й те, що послідовне дотримування принципів екологічності до їх логічного завершення вимагає переосмислення форми всього, задля чого був зроблений дизайн, створюючи речі таким чином ще більше красивими. Оглядачі вважають, що ідеї, вказані у «Формі зеленого» можуть призвести до «революційних змін значення, бути екологічним». Малі та великі будівлі починають вдало включати принципи екологічності в дизайнерські проекти, що отримують нагороди. Приклади включають «One Central Park» та будівлю Наукового факультету Технологічного університету у Сіднеї, Австралія.

### Емоційно надійний (витривалий) дизайн
Згідно слів Джонатана Чепмена з Університету Брайтона, Велика Британія, емоційно надійний дизайн знижує споживання і втрати природних ресурсів за рахунок підвищення екологічності стосунків, встановлених між споживачами і товарами. По суті, відбувається заміна продукту на сильні емоційні зв'язки. У своїй книзі «Емоційно надійний дизайн: об'єкти, досвід та емпатія», Чепмен змальовує, як «процес споживання є (і завжди був) вмотивований складними емоційними мотивами. І це набагато більше, ніж просто бездумне придбання кожного разу новіших та блискучіших речей. Це шлях до ідеалу, або бажаного самого себе, який через циклічні петлі бажання і розчарування, стає, здавалося б, нескінченним процесом послідовного руйнування». Тому продукт потребує атрибуту, або набору атрибутів, які виходять за межі утилітаризму.
Згідно Чепмену, «емоційна надійність» може бути досягнута шляхом розгляду наступних п'яти елементів:
- Наратив: Як користувачі поділяють унікальну особисту історію з продуктом.
- Свідомість: Чи продукт сприймається як автономна одиниця, у розпорядженні своєї власної вільної волі.
- Прихильність: Чи можна змусити користувача відчути сильний емоційний зв'язок з продуктом?
- Художня література: Продукт надихає взаємодії і зв'язки поза межами винятково фізичних стосунків.
- Поверхня: Як продукт набуває віку, і розвиває свої характеристики з плином часу та використання.

Як стратегічний підхід, «емоційно надійний дизайн забезпечує корисну лексику для опису сучасної актуальності проектування відповідальних, добре зроблених, відчутних на дотик товарів, з якими користувач може ознайомитись і визначити корисність у довгостроковій перспективі». Як вказують Хейзел Кларк і Девід Броуді з Нової школи дизайну Парсонса (Нью-Йорк), «емоційно надійний дизайн є викликом як для професіоналів, так і для студентів, у сенсі визначення пріоритетів і взаємовідносин між дизайном і його користувачами як способу розвитку більш стійких підходів до дизайнерських витворів».

### Еко-мода та аксесуари для дому
Креативні дизайнери та художники стають, напевне, найбільш вигадливими, коли справа йде про вторинне використання, або створення нових продуктів зі старих речей. Росте кількість дизайнерів, які вторинно використовують такі матеріали як вікна автівок, перероблену кераміку, обрізки диванних чохлів, навіть списані пожежні рукави, щоб зробити ремені і сумки. Такі аксесуари можуть здатися тривіальними на порівняння з екологічними науковими досягненнями. Проте, здатність моди і роздрібної торгівлі впливати і надихати споживачів, не слід недооцінювати. Еко-дизайн також може використовувати бі-продукти промисловості, скорочуючи кількість відходів, які потрапляють на звалища. Або може використовувати нові екологічні матеріали або технології виробництва, такі, як тканина, зроблена з утилізованих ПЕТ-пляшок, або бамбуковий текстиль.

### Будівництво
Будівництво та експлуатація будівель спричиняє близько 35% споживання первинної енергії, 17% використання прісної води, 25% загального видобутку деревини та 39% глобальних викидів CO₂. 
Створюючи нові будівлі інвестор та архітектор мають концентруватися на наступному: біорізноманіття, вода, транспорт, втілений та операційний вуглець, а також здоров’я і самопочуття користувача.
Гарним прикладом зменшення викидів втіленого вуглецю (embodied carbon) є застосування матеріалів, які виготовляються без використання викопного палива, мають великий термін служби та після експлуатації можуть бути повністю перероблені. Наприклад, у 2024 році компанія Ruukki почала виготовляти сендвіч-панелі, вентильовані фасади та покрівельні матеріали зі сталі шведського концерну SSAB, при виробництві якої замість викопного палива застосовують водень, електроенергію та біогаз, а залишковим продуктом виробничого процесу є не вуглекислий газ, а вода. 

### Екологічно стійка архітектура

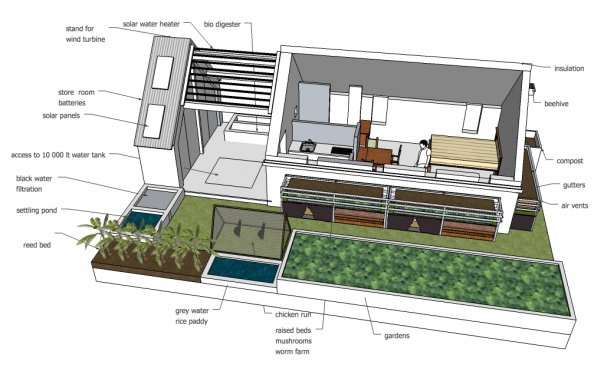
Екологічно стійкий дизайн будівлі

Екологічно стійка архітектура — це дизайн екологічних будівель. Екологічна архітектура намагається зменшити колективний вплив на довкілля, який відбувся в процесі виробництва будівельних матеріалів, будівництва, а також протягом всього життєвого циклу будівлі (опалення, споживання електрики, чищення килимів тощо). Така практика дизайну, підкреслює ефективність систем опалення та охолодження; альтернативних джерел енергії (сонячні водонагрівачі), правильного розміщення будівлі, повторно використаних, або перероблених будівельних матеріалів; місцевого виробництва електроенергії (сонячні технології, геотермальні теплові насоси, енергія вітру); збирання дощової води для садівництва, побутових потреб та поповнення водоносного горизонту; а також локальне управління відходами, наприклад, зелені дахи, які фільтрують і контролюють дощові потоки. Все це вимагає тісної співпраці проектної команди, архітекторів, інженерів і клієнта на всіх стадіях проекту для його реалізації, починаючи від вибору ділянки, розробки плану, вибору і закупівлі матеріалів.
Сталий архітектурний дизайн з екологічним життям у думках. Це виклик в тому сенсі, що такі проекти не лише відбивають здорові процеси і використання, але живляться від поновлюваних джерел енергії і місцевих ресурсів. Тест для сталого дизайну полягає у тому, чи зможе він функціонувати для своїх потреб без викопного палива, та відключений від електромережі. Такий виклик означає такі архітекторські і проектні конструкторські рішення, які зможуть працювати, не забруднюючи навколишнє середовище, а не тільки знижуючи цей рівень забруднення. З прогресом технології в архітектурі і теорії дизайну, і з побудуванням і тестуванням зразків, архітектори незабаром зможуть створювати не тільки пасивні (з нульовим рівнем викидів) будівлі, але скоріше будуть здатні інтегрувати в конструкцію будівлі всю енергетичну систему. У 2004 році у Фрайбурзі архітектором Рольфом Дішем був завершений проект Сонячний корабель: житловий комплекс «Сонячне поселення» на 59 будинків і 5600 м.кв. площ для інтегрованої системи роздрібної торгівлі, комерційних та житлових приміщень. Сонячне Поселення є першим у світі селищем, в якому кожен з 59 будинків має позитивний енергетичний баланс.
Істотним елементом сталого будівельного дизайну, є екологічна якість житлових приміщень, включно з якістю повітря, освітленням, тепловим та акустичним режимами. Інтегрований дизайн внутрішнього середовища, має важливе значення, і повинен бути частиною інтегрованого дизайну всієї структури.
Одночасно з тим, сучасні рухи, такі як Новий урбанізм та Нова Класична архітектура, сприяють сталому підходу до будівництва, який високо цінує та розвиває інтелектуальне зростання, традиційну архітектуру і класичний дизайн. Це контрастує з модерністською і глобальною уніфікованою архітектурою, одночасно відхиляючись від відокремлених житлових мікрорайонів і розростання передмість. Обидві тенденції проявились в 1980х. Архітектурна премія Дріхауса — це нагорода, яка визнає зусилля в Новому Урбанізмі і Новій Класичній Архітектурі, і забезпечена призовим фондом вдвічі більшим, ніж модерністська Прітцкерівська премія.

### Сталий ландшафтний та садовий дизайн
Екологічно стійка ландшафтна архітектура — це один з видів екологічного дизайну і енергетично-ефективного ландшафтного благоустрою, який має відношення до планування і пректування відкритого простору. Рослини і матеріали можна купити в місцевих розплідниках, щоб зменшити витрати енергії на транспортування. Дизайнерські технології об'єднують: посадку дерев, які прикривають будинками від сонця або вітру; локальне компостування і збір тирси не тільки задля зменшення органічних відходів, але й для збільшення частки органічної речовини, а відповідно, і фіксованого вуглецю, в ґрунті.
Деякі дизайнери та садівники, як, наприклад, Бет Шатто, також використовують посухостійкі рослини в посушливих районах (ксеріскейпінг), а також в інших місцях. У такому випадку вода для поливу не вилучається із місцевих ландшафтів і місць існування живої природи. Воду, що стікає під час дощу з дахів, можна зібрати в дощові сади, завдяки чому поповнюються ґрунтові води, а самі опади не стають поверхневим стоком, що збільшує ризик повеней.
Ділянкам саду і штучного ландшафту, також можна дозволити рости «диким» чином, що заохочує біологічне різноманіття. Місцевих тварин також, можна приваблювати іншими способами: за допомогою рослин, які забезпечують їжу (нектар, пилок квітів для комах), або місця притулку та гніздування (дерева та кущі для птахів) або ставки як місця проживання амфібій та водних комах. Щоб запобігти знищенню тварин, слід уникати пестицидів, і особливо їх стійких сполучень.
Родючістю ґрунту можна керувати екологічним чином за рахунок використання багатоярусної рослинності від дерев до ґрунтопокривних рослин і мульчі для збільшення органічної речовини (а отже, земляних хробаків та мікоризи); за рахунок азотфіксуючих рослин замість синтетичних азотних добрив; за рахунок екстракту морських водоростей, щоб замінити синтетичні мікроелементи.
Екологічно стійкі сади та штучні ландшафти можуть бути продуктивними так само як і декоративними: дивовижними за красою місцями, де можна вирощувати їжу, дрова та матеріали для ремесел.
Екологічні ландшафтні підходи та характерні ознаки включають органічне фермерство і городництво, пермакультури, агролісівництво, лісові сади, агроекологію, веганські органічні сади, екологічне садівництво і нешкідливе для клімату садівництво.

### Сталий графічний дизайн
Сталий графічний дизайн враховує вплив на навколишнє середовище продуктів графічного дизайну (упаковка, друковані матеріали, публікації і т. ін.) протягом усього життєвого циклу продукції. Мається на увазі: сировина, трансформація сировини, виробництво, перевезення продукції, використання і утилізація. Методи сталого графічного дизайну - це: скорочення кількості матеріалів, необхідних для виробництва; використання паперу і матеріалів, виготовлених з вторинної сировини та пост-побутових відходів; друк з використанням чорнил з низьким вмістом летких органічних сполук; використання методів виробництва і розповсюдження, які потребують менших обсягів транспортувань.

### Екологічно стійкесільське господарство
Екологічно стійке сільське господарство дотримується трьох основних цілей:
- Здоров'я довкілля,
- Економічна рентабельність,
- Соціальна і економічна рівність.

В досягнення цих цілей внесли свій вклад різноманітні напрямки філософії, політики і практики. Люди багатьох різних галузей, від фермерів до споживачів, розділяють це бачення і вклали свій внесок в нього. Незважаючи на різноманітність людей і точок зору, такі теми зазвичай переплітаються з визначенням сталого сільського господарства.
Тривають напружені дискусії (зокрема, серед керівництва сільськогосподарської галузі), чи достатньо адекватно захищають ґрунти та дику природу протоколи і методики, що стосуються пестицидів.

### Побутова техніка і меблі
Автомобілі, побутову техніку та меблі можливо спроектувати так, щоб їх можна було полагодити і переробити. Також, їх можна зробити з придатних до переробки матеріалів (сталь, алюміній, скло), та поновлюваних матеріалів (деревина або пластик з натуральної сировини). Ретельний відбір матеріалів і процесів виробництва, часто призводить до створення товарів, які за ціною та зовнішнім виглядом можна зіставляти з неекологічними продуктами. Навіть помірні зусилля в області дизайну, можуть значно збільшити екологічність промислових товарів.

#### Удосконалення систем опалення, охолодження, вентиляції, систем підігріву води
- Адсорбційна холодильна установка[en]
- Annualized geothermal solar[en]
- Ґрунтовий теплообмінник[en]
- Геотермальні теплові насоси
- Теплоутилізатор[en]
- Рециркуляція теплої води[en]
- Пасивне охолодження[en]
- Поновлювані джерела тепла[en]
- Сезонне зберігання теплової енергії[en]
- Сонячна система кондиціонування[en]
- Сонячний водонагрівач

### Одноразові товари
Мийні засоби, газети та інші одноразові предмети можуть бути такими, що розкладаються під дією повітря, води і ґрунтових організмів. Поточний виклик в цій сфері полягає в тому, щоби зробити привабливий кольоровий дизайн таких предметів за найменшою ціною серед конкурентів. Але оскільки більшість цих предметів закінчує свій вік на звалищах, де немає доступу повітря та води, то екологічна корисність таких предметів досить сумнівна.

### Енергетична галузь
Екологічно стійкі технології в енергетичній галузі базуються на використанні поновлюваних джерел енергії: енергія сонця, вітру, гідроенергія, біоенергія, геотермальна та енергія водню. Енергія вітру — джерело, яке найшвидше зростає у світі, та використовується протягом багатьох століть в Європі, а останнім часом в США та інших країнах. Енергія вітру перехоплюється вітровими турбінами, які генерують електроенергію, яка, в свою чергу йде на використання у комунальному господарстві, приватних будинках та віддалених селах. Сонячна енергія поглинається фотоелектричними панелями, або сонячними водонагрівачами, які також наразі є швидко зростальним джерелом енергії.
Доступність, великий потенціал і можливості найголовніших поновлюваних джерел енергії, повинні бути проаналізовані на початку процесу планування будівництва як частина комплексного енергетичного плану. Такий план повинен вирівняти попит і наявні енергетичні ресурси, і оцінити фактичні витрати для місцевих, регіональних і глобальних місць проживання людей. Відповідальне використання енергії, є визначальним для сталого розвитку та сталого майбутнього. Енергетичний менеджмент повинен збалансувати виправдані потреби в енергії з відповідними можливостями енергопостачання. Процес поєднує енергетичну свідомість, енергозбереження та енергоефективність з використанням основних поновлюваних джерел енергії.

### Водний сектор
Екологічно стійкі технології використання води стали важливою частиною галузі, де вже існує декілька компаній, які забезпечують важливі і масштабні рішення водопостачання на екологічній основі.
Крім використання певних технологій, сталий дизайн в управлінні водними ресурсами також полягає в правильній реалізації концепцій. Серед основних питань є факт, що, як правило, в розвинених країнах 100 % води (навіть тієї, що не споживається в їжу або для пиття) має якість саме питної води. Така концепція диференційованої якості води для різних цілей була названа «відповідати-призначенню». Таке більш раціональне використання води успішно виконується в деяких економіках. І пов'язано це не лише з самою водою, але і зі споживанням енергії, адже процес доведення води до питної якості, може бути надзвичайно енергоємним.

## Термінологія
В деяких країнах термін «сталий дизайн» відомий як екодизайн, зелений дизайн або енвіронментальний дизайн. Сталий дизайн та дизайн для стабільності є більш загальними термінами, включаючи концепцію потрійного критерію (люди, планета, прибуток).[джерело?]
В ЄС концепція сталого дизайну називається еко-дизайн. Задля підвищення інформованості про економічні та екологічні наслідки, у разі не включення еко-дизайну до пакету економіки замкнутого циклу (циркулярної економіки), в ЄС була започаткована кампанія Ecothis.EU.

## Екологічні технології
При екологічних технологіях використовується менше енергії та лімітованих ресурсів, не виснажуються природні ресурси, відсутнє пряме або побічне забруднення довкілля, матеріали, що зроблені завдяки цим технологіям, можуть буди повторно використані або перероблені наприкінці терміну їх життєвого циклу. У визначенні терміну, є значний збіг з терміном «доцільна технологія», в якому підкреслюється відповідність технології конкретному змісту, зокрема, з урахуванням потреб людей в країнах, що розвиваються. Проте, найбільш доцільні технології можуть не бути найбільш екологічними. А екологічна технологія може мати високу вартість, або такі експлуатаційні вимоги, які роблять її непридатною як «доцільну технологію» в тому сенсі, в якому цей термін зазвичай використовується.

### Захисники та фахівці-практики
- Білл Моллісон
- Вандана Шива
- Віктор Папанек[en]
- Вільям Макдонах[en]
- Даніель Валлєро[en]
- Девід Холмгрен[en]
- Джонатан Чепмен[en]
- Кен Йеанг[en]
- Ленс Хосей[en]
- Майкл Браунгарт[en]
- Майк Рейнольдс[en]
- Паоло Солері
- Річард Бакмінстер Фуллер
- Роберт Харт[en]

### Події, конференції, майстер-класи, тренінги та організації
- Дух часу (рух)
- День Землі
- Зробимо Україну чистою!
- Національний екологічний центр України
- Українська екологічна асоціація «Зелений світ»
- Зелений Фронт
- Рада дерев
- Ініціатива «Хартія Землі»